# Valkonya
Valkonya [valkoňa] (chorvatsky Vlakinja) je obec v Maďarsku v župě Zala, spadající pod okres Letenye. Nachází se asi 12 km severovýchodně od Letenye, 19 km severozápadně od města Nagykanizsa, 41 km jihozápadně od Zalaegerszegu a asi 234 km jihozápadně od Budapešti. V roce 2015 zde žilo pouze 58 obyvatel, takže Valkonya je nejmenší obcí okresu Letenye a padesátou nejmenší obcí v Maďarsku.

## Geografie
Valkonya je ulicová vesnice, leží na slepé komunikaci, která zde končí a pokračuje pouze již jako nezpevněná cesta spojující Valkonyu s obcí Oltárc. Nachází se v Zalské pahorkatině, severovýchodně od obce se nachází 324 m vysoký kopec Gurgó-hegy. Pramení zde potok Valkonyai-patak, levostranný přítok potoka Borsfai-patak, který je levostranným přítokem řeky Mury.
Ve Valkonyi se nachází kaple svatých apoštolů Petra a Pavla.

## Historie
Jméno Valkonya je odvozeno od slovanského osobního jména Volkona, které je odvozeno od staršího slova Vlkonja, které pochází ze slova vlk. První písemná zmínka pochází z roku 1019, kdy se v listině uvádí jako platební místo opatství Zalavár. Poté byla zmíněna pod názvem Wolkuna v prodejní listině z roku 1288. Podle lidové pověsti se u města nacházela také tvrz zvaná Fehérkulcsosvár, která byla obehnána vodními příkopy.
Ve válce proti Turkům však byla osada zničena a teprve v roce 1694 se začala znovu osidlovat. Rozvoj v obci byl poměrně pomalý, ale až do roku 1970 postupně přibývalo obyvatel. V roce 1770 zde žilo 159 obyvatel, v roce 1786 celkem 225 obyvatel. V roce 1927 byla v obci postavena základní škola. V roce 1970 byla vybudována asfaltová silnice. Rozvoj obce je silně limitován nezaměstnaností a izolací.

## Obyvatelstvo
V roce 2011 tvořili zdejší obyvatelstvo z 91,5 % Maďaři, 8,5 % obyvatel se ke své národnosti nevyjádřilo. Z náboženství výrazně převažuje římskokatolické křesťanství, které vyznává 66 % obyvatel. 23,2 % obyvatel se ke své víře nevyjádřilo a 7 % z nich je bez náboženského vyznání.

## Sousední obce
| Růžice kompasu | Bánokszentgyörgy |          | Oltárc | Růžice kompasu |
| Růžice kompasu | Borsfa           | Sever    |        | Růžice kompasu |
| Růžice kompasu | Borsfa           | Valkonya |        | Růžice kompasu |
| Růžice kompasu | Borsfa           | Jih      |        | Růžice kompasu |
| Růžice kompasu | Becsehely        |          | Rigyác | Růžice kompasu |